# Équipe de Norvège de rink hockey
L'Équipe de Norvège de rink hockey est une ancienne sélection nationale qui représenta la Norvège au cours de quatre éditions du championnat d'Europe/du monde dans les années 1950. La Norvège n'a plus participé à des compétitions internationales depuis le championnat d'Europe de rink hockey masculin 1959.

## Championnat d'Europe/du monde 1954
Pour sa première participation à un championnat d'Europe de rink hockey masculin, la Norvège se classe 14e sur 15. La sélection scandinave ne parvient à sauver l'honneur qu'en remportant son match contre le Danemark 3-1.

## Championnat d'Europe/du monde 1955
Pour sa seconde participation à une compétition officielle, la Norvège est reversée dans le groupe A, avec l'Espagne, le Chili et la France. La phase qualificative se solde par trois défaites en trois matchs. Au cours de la phase de classement, la Norvège ne remporte qu'un seul match, une fois de plus contre le Danemark (4-0), ce qui lui permet d'accéder à la 13e place sur 14 de la compétition.

## Championnat d'Europe/du monde 1956
Bien que parvenant à accrocher deux matchs nuls contre l'Angleterre et les Pays-Bas, la Norvège termine à la dernière place de la compétition, car la sélection scandinave ne parvient pas à gagner un match.

## Championnat d'Europe 1959
Pour sa dernière apparition en compétition officielle, la Norvège perd tous ses matchs. Sortie dernière du groupe B, la sélection s'incline 5-1 lors du match de classement contre la France. La Norvège connait lors de cette compétition ses plus lourdes défaites (14-0), contre l'Allemagne puis contre l'Espagne.